# Albert Westerholms tricotfabrik

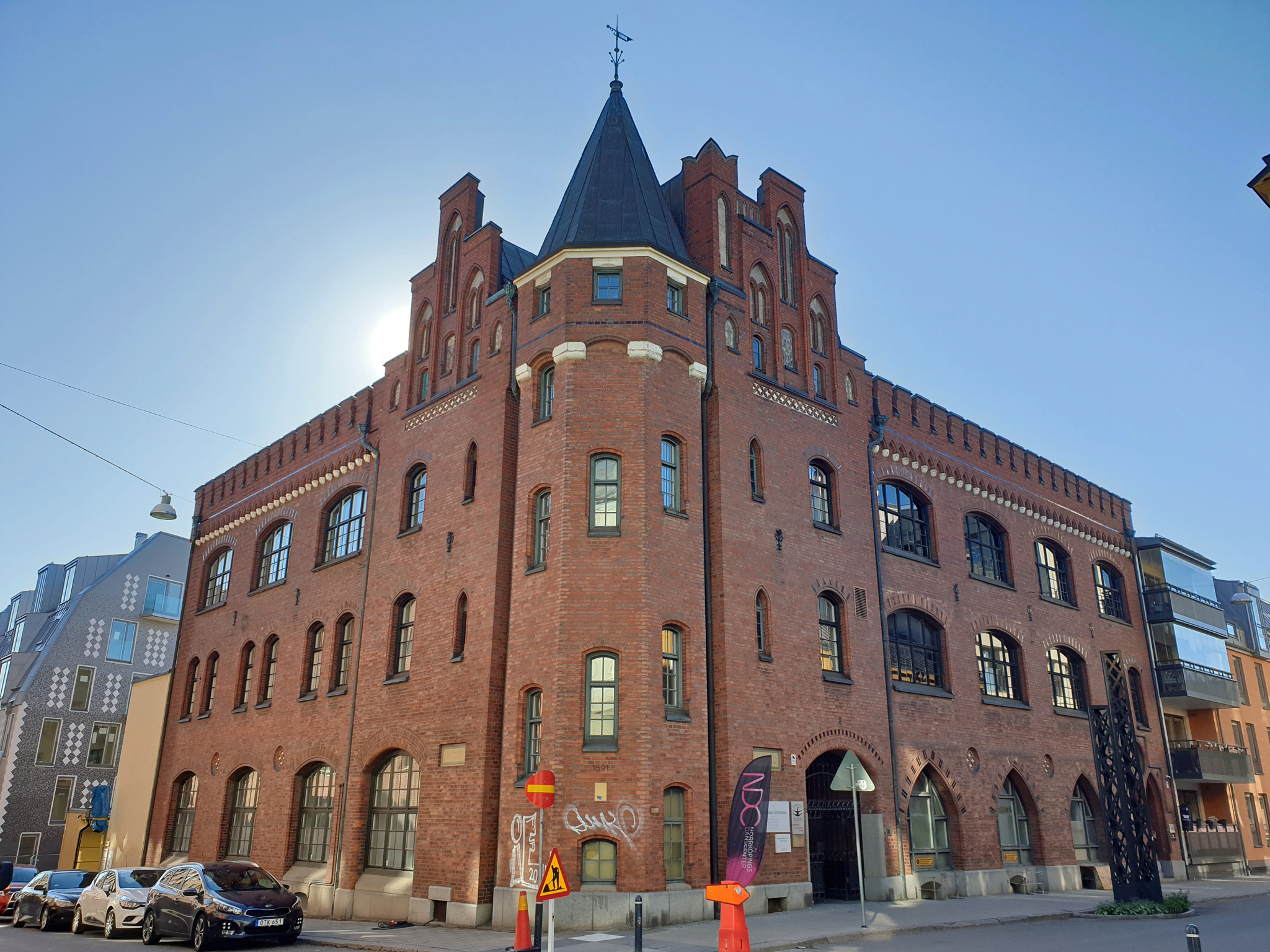
Westerholms textilfabrik på Tunnbindargatan 8 i Norrköping under åren 1908–1963.

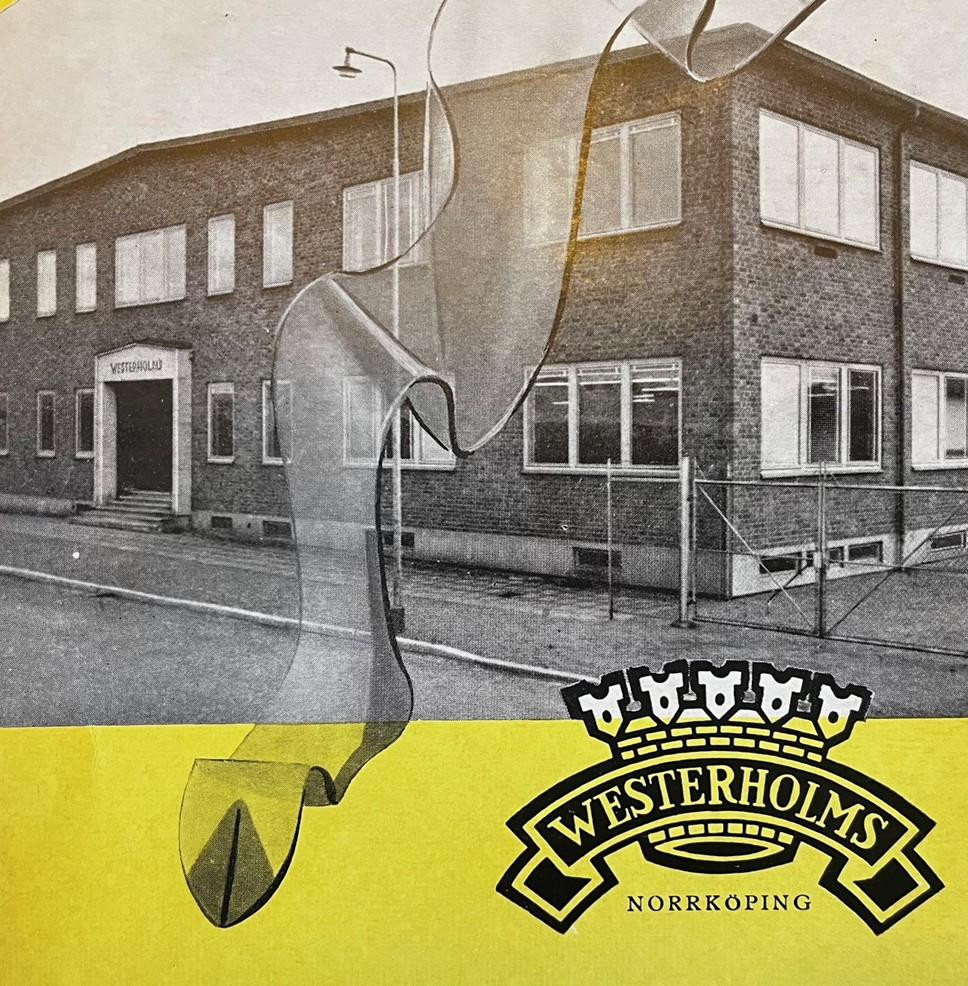
Westerholms Textilfabrik på Hagagatan 6 i Norrköping som invigdes 1955.

Aktiebolaget Norrköpings Tricotfabrik Albert Westerholm (i dagligt tal Westerholms) var ett företag i Norrköping, som tillverkade trikåunderkläder och strumpor. Företaget grundades 1894 av Albert Westerholm.

## Biografi
Företaget grundades 1894 av Albert Westerholm. Tillverkningen började i blygsam skala men växte snabbt och verksamheten flyttade 1908 in på Tunnbindargatan 8 i Norrköping. I den vackra och påkostade fastigheten som Richard Wahren låtit bygga samlades produktutveckling, tillverkning, packetering, lager och kontor under samma tak. Wahrens textil verksamhet hade också expanderat under samma tid, vuxit ur lokalerna och fusionerats i det nya bolaget Förenade Yllefabrikerna Yfa (R Wahren, Brucks, Ströms, Bergsbo). Westerholms fortsatte att växa på egen hand efter såväl första som andra världskriget och tillverkningen expanderade på 1950-talet med en nybyggd fabriks fastighet på Hagagatan 6 för att klara den ökade efterfrågan. 

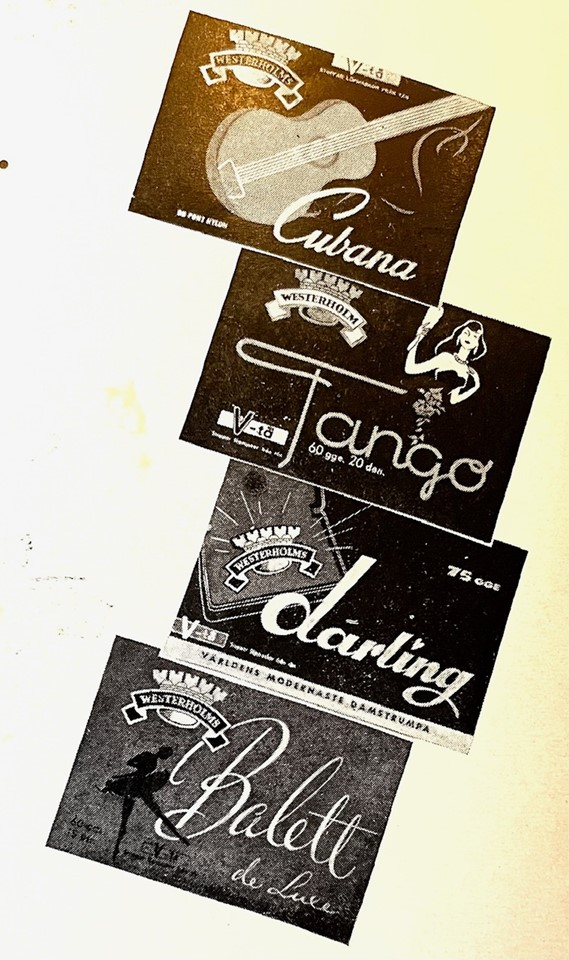
De fyra stora varumärkena inom damstrumpor.

Företaget hade i början av 1930-talet omkring 300 anställda. I början av 1950-talet var 450 anställda i företaget varav 230 i Norrköping och 220 i dotterbolaget Strumpfabriks AB Sphinx i Mjölby samt filialen i Ödeshög.
Vid Konst- och industriutställningen i Stockholm 1897 erhöll företaget guldmedalj för utmärkt fabrikat. Westerholms blev av Gustaf VI Adolf utsedd till Kunglig Hovleverantör 1951. Företaget hade många kända varumärken varav de högst efterfrågade var silkesstrumporna Darling, Cubana, Tango och Balett. Under varumärket Rigoletto tillverkades underklänningar, jumpers och midjekjolar samt sovplagg i materialet nyloncharmeuse. Under varumärket Maraton tillverkades och såldes herrstrumpor och senare även idrottsskor. Inom varumärket Corona och Dubbelfront samlades herrunderkläder både korta och långa plagg. Ytterligare varumärken i verksamheten var Pop i topp, Popklänning, La Bonnal, Oxford och Sylarna. Företagets slogans var "kvalitet framför allt", "kvalitet till varje pris" och "svensk kvalitetsvara".
Under textilkrisen på 1960-talet klarade företaget att ställa om verksamheten genom att sälja maskinparken till det kanadensiska textilföretaget Hudson, och konvertera fastigheterna för uthyrning till Philips elektroniktillverkning och Dunlop Sveriges verksamhet. Textiltillverkning var inte längre lönsamt att bedriva i Sverige och arbetstillfällen flyttade huvudsakligen till södra Europa och Asien. Av ett drygt hundratal producerande textilföretag i Norrköping återstår idag enbart vackra minnen och byggnader längs Motala ström.  
Albert Westerholm var företagets förste verkställande direktör. Hans son Gustaf Westerholm övertog därefter ledarskapet av företaget 1927. Tredje generationen Westerholm tillträdde ledningen i början på 1960-talet då Per Westerholm övertog som verkställande direktör. Textil- och fastighetsrörelse bedrevs fram till 2004 i Norrköping då Per Westerholm gick ur tiden. Företaget Westerholms textil- och fastighetsverksamhet verkade i Norrköping under 110 år. 
Aktiebolaget Norrköpings Tricotfabrik Albert Westerholm är registrerat som särskilt företagsnamn och drivs av fjärde generationen Westerholm som en del i en företagsgrupp med verksamhet i Sverige.